# Umjereni pojas
Umjereni pojas u zemljopisu označava područja Zemljine kugle koja se prostiru između tropskog pojasa i polarnih krugova. U tim su područjima izmjene ljeta i zime općenito postupne. Ljeti je toplo, a ne izrazito vruće, dok je zimi svježe, a ne ledeno hladno. Klime umjerenog pojasa imaju prilično nepredvidivo vrijeme, te se unutar istog godišnjeg doba izmjenjuju vedri i oblačni dani, te dani s različitim intenzitetom padalina.

## Područje umjerenih pojasa
Sjeverni umjereni pojas prostire se od Rakove obratnice, na oko 23,5 stupnjeva sjeverne zemljopisne širine, do Arktičkog kruga, na oko 66,5 stupnjeva sjeverne zemljopisne širine. Južni umjereni pojas prostire se od Jarčeve obratnice, na oko 23,5 stupnjeva južne zemljopisne širine, do Antarktičkog kruga, na oko 66,5 stupnjeva južne zemljopisne širine.

## Klimatski uvjeti u umjerenim pojasima
Unutar tih granica postoji mnogo pojedinačnih vrsta klima koje se općenito mogu svrstati u dvije glavne kategorije: kontinentalnu i morsku.

### Morska klima
Na morsku klimu utječu oceani koji omogućuju zadržavanje postojanije temperature kroz cijelu godinu. U umjerenim pojasima najčešći su vjetrovi zapadni, pa morsku klimu u najvećoj mjeri imaju zapadni dijelovi kontinenata, kao što je zapadna Europa i zapadna obala Sjeverne Amerike, između 40. i 60. stupnja (u Americi), odnosno 65. stupnja (u Europi) sjeverne zemljopisne širine.

### Kontinentalna klima
Kontinentalna klima susreće se u unutrašnjosti, a obilježena je toplijim ljetima i hladnijim zimama. Velika kontinentalna masa lakše prima, ali i gubi toplinu. U Europi morska klima utječe na prilike do duboko unutar kontinenta, jer se najveći planinski lanac, Alpe, pružaju u smjeru istok-zapad. S druge strane, u Sjevernoj Americi Stijenjak (Stjenovite planine; eng. Rocky Mountains) pružaju se u smjeru sjever-jug, pa predstavljaju značajnu zapreku utjecaju morske klime.